# Wyszembork (gmina)
Wyszembork – dawna gmina wiejska istniejąca w latach 1946–1954 w woj. olsztyńskim (dzisiejsze woj. warmińsko-mazurskie). Siedzibą władz gminy był Wyszembork.
Gmina Wyszembork powstała po II wojnie światowej na terenie tzw. Ziem Odzyskanych. 28 czerwca 1946 roku jako jednostka administracyjna powiatu mrągowskiego gmina weszła w skład nowo utworzonego woj. olsztyńskiego. Według stanu z 1 lipca 1952 roku gmina była podzielona na 15 gromad: Boża Wólka, Boże, Budziska, Gronowo, Kiersztanowo, Koczarki, Langanki, Lembruk, Nakomiady, Ruska Wieś, Rydwągi, Salpik, Szczerzbowo, Szestno i Wyszembork.
Gmina została zniesiona 29 września 1954 roku wraz z reformą wprowadzającą gromady w miejsce gmin. Jednostki nie przywrócono 1 stycznia 1973 roku po reaktywowaniu gmin.